# Bièvres (Essonne)
Bièvres é uma comuna francesa localizada a 15 km a sudoeste de Paris no Departamento do Essonne na região da Ilha de França. É a sede do cantão de Bièvres.

## Toponímia
Bevre em 1100, Bevra em 1110, Bevria em 1150, Bivera em 1155, Biesvres em 1196, Bevra em 1205, Bevres no século XIII, Byevra em 1239, Byevre em 1261, Byevra em 1352, Bievre em 1370, Bievra em 1458, Beveriae, Bievre em 1612, Bièvres-le-Chatel em 1745, Bièvres em 1750, Biesvres em 1781.

## História
Vila situada no vale arborizado do rio Bièvre às portas de Paris e Versalhes, berço da abadia do Val-de-Grâce antes de sua transferência para o Quartier Latin em Paris, repleta de seis châteaux do século XVII ao século XVIII, local de residência de estudiosos e artistas até o início do século XX, Bièvres agora é conhecida por sediar o museu francês da fotografia, o museu da ferramenta e o centro de formação do RAID, em um ambiente protegido e privilegiado, uma atmosfera campestre popular entre as famílias afluentes e os quadros das grandes áreas de atividades de Vélizy-Villacoublay e do planalto de Saclay.
Seus habitantes são os Biévrois.